# مارپسا

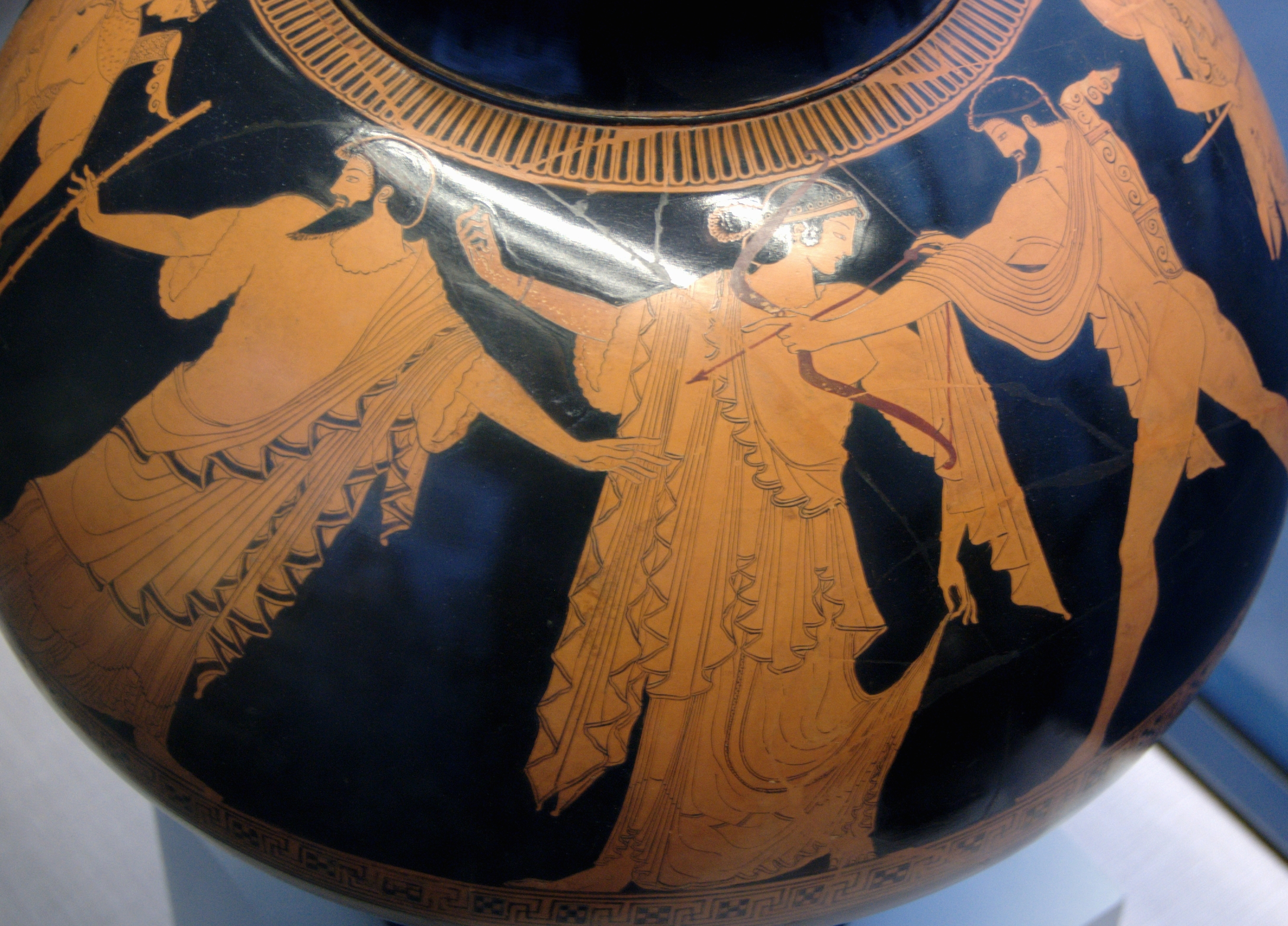
مارپسا و آیداس توسط زئوس از آپولو جدا می شوند، یک تُنگ شکم‌دار یونانی، مربوط به ۴۸۰ قبل از میلاد، از موزه ای در مونیخ

در اساطیر یونان، مارپسا (به یونانی باستان: Μάρπησσα Márpessa) نوه آرس و یک شاهزاده خانم اهل آئتولیا (منطقه‌ای کوهستانی در یونان) بود.
در این افسانه‌ها آمده که مارپسا توسط آیداس ربوده شد، در حالیکه آپولو نیز او را دوست داشت. زئوس مارپسا را واداشت که میان آن دو یکی را برگزیند. بر اساس افسانه‌ای دیگر، مارپسا دختر اوانوس و آلکیپ به‌شمار می‌آمد. پس از این که آیداس او را به وسیلهٔ یک ارابه بالدار ربود، وی با آیداس ازدواج کرد. این کار آیداس مشکلاتی با پدر مارپسا ایجاد کرد، به طوریکه وی پس از تعقیب طولانی زن و شوهر، اسب خود را کشت و سپس خودش را در رودخانه‌ای در آن حوالی غرق نمود، رودخانه‌ای که نام خود را از او گرفت. مارپسا بعدها برای خوشحال کردن آیداس، عشق آپولو را پس زد و رد کرد.
مارپسا همچنین نامی برای یکی از ملکه‌های آمازون‌ها است.

## در منابع جدید
مارپسا به عنوان یک اسم، برای توصیف یک کشتی نفت‌کش ۲۰۶،۰۰۰ تنی متعلق به شرکت نفتی شل (VLCC) کاربرد دارد. این نفت‌کش در دسامبر سال ۱۹۶۹ تبدیل به بزرگترین کشتی نفت‌کش جهان که تا آن تاریخ غرق شده، تبدیل شد. مارپسا در آخرین سفر دریایی خود که از یوروپورت، روتردام در هلند آغاز شده بود، دچار یک انفجار شدید شد که تمامی بدنهٔ کشتی را تکّه تکّه نمود و هنگامی که این اتفاق رخ داد، لاشهٔ کشتی در ۵۰ مایلی سواحل غرب آفریقا غرق گردید.